# Black Widow (Untergrundorganisation)
Black Widow (BW; auch DHD(J) genannt) ist eine nationalistische Organisation in Indien, die für die Angehörigen des in den gebirgigen Regionen Assams siedelnden Dimasa-Volkes einen eigenen Bundesstaat „Dimaraji“, benannt nach einem antiken Königreich, errichten will.

## Geschichte

Lage der Cachar Hills, Gebiet der Hauptaktivitäten

Black Widow war eine Abspaltung von der Dima Halam Daoga (DHD). Gebildet wurde sie Ende 2003 vom gewaltbereiten Flügel der DHD, die den Waffenstillstand der Mutterorganisation nicht mittragen wollten. Sie stand unter der Leitung von Jewel Garlossa, dem vormaligen Anführer der DHD, der am 24. Juni 2004 von Pranab Nunisa und anderen gestürzt wurde. Als „Pressesprecher“ fungiert Phaiprang Dimasa. Die geschätzten 300 Mitglieder verfügten über ca. 100 automatische Waffen und einige Panzerfäuste.
Im März 2008 wurden mit Franky Dimasa („Außenminister“ erschossen Juni 2009) und Daniel Garlossa in Guwahati zwei führende Kader verhaftet. Jewel Garlossa wurde am 4. Juni 2009 in Bangalore verhaftet, als sein Nachfolger gilt Niranjan Hojai. Auf die Verhaftungen folgte eine Welle der Gewalt, worauf die Gruppe von der Staatsregierung von Assam offiziell verboten wurde (2. Juli 2009). Die Zusammenarbeit mit der NDBF und ULFA soll in letzter Zeit enger geworden sein.
Die Gruppe war bis Sommer 2009 eine der aktivsten unter den zahlreichen gewaltbereiten Organisationen im Nordosten Indiens. Aktiv war man, wie die Mutterorganisation, in den Siedlungsgebieten der Dimasa, besonders in den knapp 5000 km² des Distrikts North Cachar Hills, dessen Umbenennung in Dima Hasao gefordert wird. In den Methoden zur Finanzierung ihrer Aktivitäten zeichnete sich Black Widow durch ein hohes Maß an krimineller Energie aus, bevorzugt werden Erpresserbriefe versandt.
Im Sommer 2007 tauchten erstmals Hinweise auf, dass sich eine weitere Fraktion – unter Führung von Action Dimasa, der eine der Frauen von Garlossa erschossen haben soll – gebildet hat.
Bis zum 15. September 2009 kapitulierten 384 Kader, die 122 Waffen abgaben. Friedensverhandlungen sollten nach einer offiziellen Kapitulationszeremonie am 24. September beginnen.